# Heroini
Heroini – plemię ryb z podrodziny Cichlinae w obrębie rodziny pielęgnicowatych (Cichlidae).

## Systematyka
Plemię Heroini obejmuje ponad 160 gatunków zgrupowanych w rodzajach:

- Amatitlania
- Amphilophus
- Archocentrus
- Astatheros
- Australoheros
- Caquetaia
- Chiapaheros
- Chocoheros
- Chortiheros
- Chuco
- Cincelichthys
- Cribroheros
- Cryptoheros
- Darienheros
- Herichthys
- Heroina
- Heros
- Herotilapia
- Hoplarchus
- Hypselecara
- Hypsophrys
- Isthmoheros
- Kronoheros
- Maskaheros
- Mayaheros
- Mesoheros
- Mesonauta
- Nandopsis
- Oscura
- Panamius
- Parachromis
- Paraneetroplus
- Petenia
- Pterophyllum
- Rheoheros
- Rocio
- Symphysodon
- Talamancaheros
- Theraps
- Thorichthys
- Tomocichla
- Trichromis
- Uaru
- Vieja
- Wajpamheros

Typem nomenklatorycznym jest Heros. Heroini jest taksonem siostrzanym dla Cichlasomatini.